# Grimoald de Bavaria
Grimoald (sau Grimwald) (d. 725) a fost duce de Bavaria începând din jurul anului 715 până la moarte.
Grimoald era cel mai tânăr dintre cei patru fii ai ducelui Theodo al II-lea de Bavaria cu soția sa Folchaid și unchiul Swanahildei, cea dea doua soție a majordomului francilor Carol Martel. La început, Grimoald a condus Bavaria în comun cu frații săi Theodebert, Theodebald și Tassilo al II-lea, după care, începând din cca. 719, a guvernat singur.
Tatăl său divizase Ducatul de Bavaria, după ce îi implicase pe primii doi fii ai săi la conducere din 715. La moartea lui Theodo al II-lea din 716, ducatul divizat a intrat într-un război civil, în urma căruia toți frații cu excepția lui Grimoald erau morți până în 719. Nu se poate ști dacă această divizare a fost teritorială sau nu. Dacă a fost așa, pare potrivit să se considere că Grimoald ar fi avut reședința fie la Freising, pe care ulterior el l-a stabilit ca sediu diecezan, fie la Salzburg, unde și-a fixat mai tîrziu capitala, conform Vita Corbiniani.
Grimoald a fost cel care l-a convins pe Sfântul Corbinian să vină în Bavaria în 724, pentru a propovădui Evanghelia. Grimoald se căsătorise cu văduva fratelui său, Biltruda, și potrivit legii canonice acest fapt constituia incest. Corbinian l-a denunțat imediat pe duce, care deja își exprimase regretul, drept pentru care Corbinian a căzut în dizgrație și a fost nevoit să părăsească Bavaria. În anul următor (725), Carol Martel a pornit un marș împotriva Bavariei, capturându-le atât pe Biltruda cât și pe Swanahilda, iar Grimoald a căzut în lupta împotriva francilor.